# Дземяни
Дземяни (пол. Dziemiany, нім. Dzimianen) — село в Польщі, у гміні Дземяни Косьцерського повіту Поморського воєводства.
Населення — 1896 осіб (2011).

## Демографія
Демографічна структура станом на 31 березня 2011 року:
|          | Загалом | Допрацездатний вік | Працездатний вік | Постпрацездатний вік |
| -------- | ------- | ------------------ | ---------------- | -------------------- |
| Чоловіки | 942     | 217                | 668              | 57                   |
| Жінки    | 954     | 223                | 583              | 148                  |
| Разом    | 1896    | 440                | 1251             | 205                  |